# Aconit (D609)
Pour les articles homonymes, voir Aconit.
L'Aconit (indicatif visuel F703 puis D609) est une ancienne frégate construite pour la marine nationale pendant la Guerre froide. Unique bâtiment du Type C65, elle a été en service de 1973 à 1997. Elle a repris le nom de l'ancienne corvette Aconit qui a combattu dans les Forces navales françaises libres pendant la Seconde Guerre mondiale.

## Histoire
Mis sur cale dans la grande forme de l’arsenal de Lorient le 22 mars 1968, l’Aconit est mis à flot le 7 mars 1970 et admis au service actif le 30 mars 1973.
Conçue pour répondre à l’accroissement rapide des performances des sous-marins dans les années 1960, la corvette C65 est construite autour de deux systèmes novateurs récemment développés : le sonar remorqué actif (à basses fréquences) DUBV43 et le missile porte-torpilles Malafon. Ces équipements lui valent d’être considérée comme l’ultime évolution des cinq escorteurs d’escadre de la classe T 47 spécialisés dans la lutte anti-sous-marine. Ses performances n’atteignent cependant pas les objectifs souhaités et la mise au point de l’appareil propulsif est longue et laborieuse.
De ce fait, le programme des corvettes C65 (qui devait — initialement — compter cinq unités) s’arrête après la première unité. La conception des bâtiments anti-sous-marins océaniques est totalement repensée et débouche sur le programme C67 (puis F67) de la classe Tourville.
Après une brève affectation à Toulon, l'unique C65 rejoint en 1975 Brest son nouveau port-base. D’abord désigné corvette type C65, l’Aconit devient frégate type F65 en 1988. Auparavant (le 1er janvier 1974), l'indicatif visuel (stipulé par le système de l'Europe occidentale) aura été changé, passant de F703 (F pour "Frigate") à D609 (pour "Destroyer".)
Prévu être désarmé en 2004, l’Aconit est condamné prématurément dans le cadre du plan de réduction de la flotte. Son ultime sortie à la mer intervient le 6 janvier 1997, et les couleurs sont rentrées pour la dernière fois le 27 février 1997. L'Aconit aura parcouru 627 991 nautiques sous les ordres de dix-sept commandants. Son nom, devenu emblématique dans la Marine française, est aussitôt repris par la quatrième frégate furtive type La Fayette qui aurait dû s’appeler Jauréguiberry. 
La coque de l'ex-frégate F65 Aconit servit de 1997 à 2014 de brise-lames à l'École navale de Lanvéoc (Finistère). En août 2014, la coque du brise-lames a quitté les lieux pour rejoindre l'arsenal de Brest et y être préparée pour son démantèlement, puis elle a rejoint le proche cimetière de Landévennec en novembre 2014. Le 21 novembre 2018, elle est partie en remorque pour le chantier Galloo de Gand en Belgique pour son démantèlement.

## Caractéristiques
Conçue pour répondre à l’accroissement rapide des performances des sous-marins dans les années 1960, la corvette C65 est construite autour de deux systèmes novateurs récemment développés : le sonar remorqué actif DUBV43 et le missile porte-torpilles Malafon. Ces équipements lui valent d’être considérée comme l’ultime évolution des cinq escorteurs d’escadres type T47 spécialisés dans la lutte anti-sous-marine. L'artillerie et sa disposition est identique à l’exception du lance-roquettes de 375 mm remplacé par un mortier de 305 mm.
La propulsion est assurée par un seul groupe de turbines à vapeur entraînant une unique ligne d’arbre à l’instar de l’aviso escorteur Balny. Cette caractéristique ne sera pas reprise par la suite sur un bâtiment de combat de la Marine nationale.
Le radôme rappelant celui des FLM Suffren abritera jusqu'à l'IPER 1984-1985 l'unique radar combiné DRVV-13 en service dans la Marine nationale. Le radar DRBV-22A est installé, non dans la mature principale, mais sur un mâtereau à l’arrière du navire. C’est le dernier bâtiment d'escadre construit en France à ne pas posséder d’installations hélicoptères (pont d’envol, hangar…)

## Décorations
- Fourragère aux couleurs de la croix de l'ordre de la Libération (à compter du 18 juin 1996).